# Nurmijärvi (sjö i Finland, Norra Österbotten)
Nurmijärvi är en sjö i Finland. Den ligger i kommunen Uleåborg i landskapet Norra Österbotten, i den centrala delen av landet, 600 km norr om huvudstaden Helsingfors. Nurmijärvi ligger 32,3 meter över havet. Arean är 83,7 hektar och strandlinjen är 6,72 kilometer lång. Sjön  ingår i Kiminge älvs huvudavrinningsområde.   I omgivningarna runt Nurmijärvi växer i huvudsak blandskog.